# Padma Lakshmi
Pour les articles homonymes, voir Bachchan.
Padma Parvati Lakshmi est une actrice, écrivaine et mannequin américaine d'origine indienne, née le 1er septembre 1970 à Chennai, en Inde. Elle se décrit elle-même comme étant la première mannequin connue venue d’Inde.

## Biographie

### Enfance
Née à Chennai, elle passe la plus grande partie de son adolescence aux États-Unis. 

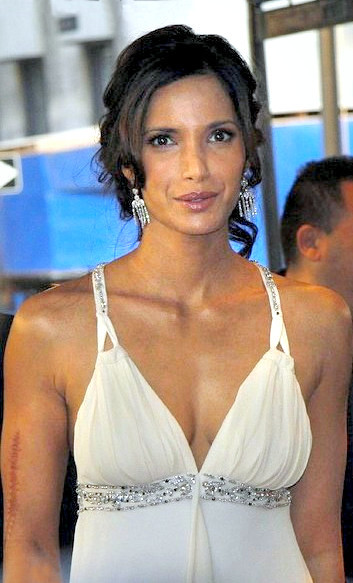
Padma Lakshmi (2006).

Elle est l'enfant unique du couple formé par un représentant de Pfizer et sa première femme Vijaya, d'origine européenne,. Ses parents se séparent lorsqu'elle a un an et divorcent l'année suivante.
À 14 ans, à la suite d'un accident d'automobile, elle subit une intervention chirurgicale au bras droit qui lui laisse une cicatrice d'environ 18 centimètres entre l'épaule et le coude.
Elle a un demi-frère et une demi-sœur à la suite du remariage de son père.

### Éducation
Elle fait ses études secondaires à la "William Workman High School", à Industry (Californie). En 1992, elle obtient un baccalauréat universitaire (licence)  avec mention en arts du théâtre de l'Université Clark de Worcester (Massachusetts).
Élevée végétarienne, elle tourne, en 2009, une publicité pour la chaîne de restaurants Hardee's où elle mange un cheeseburger et remercie la chaîne de l'avoir sortie du végétarisme.
Le 17 avril 2004, elle se marie à New York avec l'écrivain Salman Rushdie. Ils divorcent le 2 juillet 2007, peu de temps après que Rushdie a été ordonné chevalier. Lakshmi est le personnage central d'une nouvelle qui lui est dédiée par Rushdie, Fury.

## Carrière

### Mannequinat
Lakshmi commence sa carrière à l'âge de vingt ans lorsqu'elle est découverte par un agent du milieu du mannequinat dans un café en Espagne. Elle est mannequin pour des designers tels Emanuel Ungaro, Ralph Lauren et Alberta Ferretti. Elle fait également des campagnes pour Roberto Cavalli et Versus. Elle était le modèle préféré du photographe Helmut Newton, qui expose régulièrement sa cicatrice au bras droit[réf. souhaitée]. 
En janvier 2002, elle fait la couverture du magazine Cosmopolitan. Elle fait également les couvertures de L'Officiel India (octobre et décembre 2004, printemps et octobre 2005), Newsweek (6 mars 2006), Asian Woman (mai-juin 2006), Avenue (juillet-août 2006 et février-mars 2007) et Industry (février-mars 2007).

### Actrice
Elle tient le rôle d'une chanteuse disco faisant du lip synch dans le film américain Glitter.
En 2002, elle joue le rôle de Kaitaama, une princesse extraterrestre dans le onzième épisode de la deuxième saison de la série télévisée Star Trek : Enterprise (Precious Cargo).
Elle apparait dans le clip de That Look You Give That Guy (issu de l'album Hombre Lobo) du groupe américain Eels, en 2009[réf. nécessaire].
À la télévision, on peut noter une participation en tant qu'invitée vedette dans l'émission d'improvisation Whose Line Is It Anyway? (en) en 2014 (lors de la dixième saison).

## Publications
- Love, Loss, and What We Ate: A Memoir, éd. Ecco, 2016,
- The Encyclopedia of Spices and Herbs: An Essential Guide to the Flavors of the World, Ecco, 2016,
- Top Chef: The Quickfire Cookbook, éd. Chronicle Books, 2009,
- Tangy Tart Hot and Sweet: A World of Recipes for Every Day, éd. Weinstein Books, 2007,
- Easy Exotic: Low-Fat Recipes from Around the World, éd. Miramax, 1999, rééd. 2000.

En 1999, son premier livre de recettes, Easy Exotic, a gagné le prix Best First Book (« Meilleur premier livre ») lors des Gourmand World Cookbook Awards à Versailles.

## Filmographie sélective
| Année       | Titre                                                  | Genre                            | Rôle             |
| ----------- | ------------------------------------------------------ | -------------------------------- | ---------------- |
| 1995        | Unzipped                                               | Documentaire américain           | Elle-même        |
| 1997        | Linda e il brigadiere (Épisode : Il fratello di Linda) | Série télévisée italienne        | Femme indienne   |
| 1998        | Il Figlio di Sandokan                                  | Série télévisée italienne        | N/A              |
| 1999        | Caraibi                                                | Série télévisée italienne        | Malinche         |
| 2000        | Planet Food                                            | Documentaire sur l'art culinaire | Présentatrice    |
| 2001        | Glitter                                                | Film américain                   | Sylk             |
| 2001        | Melting Pot: Padma's Passport                          | Série télévisée américaine       | Présentatrice    |
| 2002        | Star Trek : Enterprise (Épisode : Precious Cargo)      | Série télévisée américaine       | Kaitaama         |
| 2003        | Boom                                                   | Film indien                      | Shiela Bardez    |
| 2005        | The Mistress of Spices                                 | Film indien                      | Geeta            |
| 2006        | The Ten Commandments                                   | Série télévisée américaine       | Princesse Bithia |
| 2006        | Sharpe's Challenge                                     | Téléfilm britannique             | Madhuvanthi      |
| 2006 - 2023 | Top Chef (USA)                                         | Émission télévisée américaine    | Présentatrice    |
| 2020 - 2023 | Taste the Nation with Padma Lakshmi (en)               | Série documentaire américaine    | Présentatrice    |
| 2022        | Getting Curious With Jonathan Van Ness                 | Série télévisée américaine       | Elle-même        |
| 2023        | Big Mouth                                              | Série télévisée américaine       | Priya (voix)     |